# Call of Duty: Black Ops II
Call of Duty: Black Ops II è un videogioco sparatutto in prima persona, nono capitolo della serie Call of Duty, sviluppato da Treyarch e pubblicato da Activision il 13 novembre 2012.
Seguito diretto di Call of Duty: Black Ops, è il secondo della serie dei Call of Duty: Black Ops ed è posto cronologicamente prima di Call of Duty: Black Ops III.
Secondo gran parte della critica fu un titolo molto atteso. Uscito alla mezzanotte del 13 novembre 2012 in più di sedicimila negozi, dopo un solo giorno avrebbe già incassato 500 milioni di dollari, infrangendo il record come il più grande lancio videoludico fino al settembre 2013, quando fu superato da GTA V.
Black Ops II vende ancora altre 7,5 milioni di copie negli USA nel corso del mese di novembre 2012, restando quindi in vetta alle classifiche delle vendite mensili.
Dopo sedici giorni dal lancio del titolo, il gioco ha incassato oltre un miliardo di dollari.
Al 5 novembre 2013, si stima che siano state vendute 24,2 milioni di copie totali del gioco.
Il gioco ha avuto due seguiti diretti: Call of Duty: Black Ops III, pubblicato nel 2015 e Call of Duty: Black Ops IIII, pubblicato nel 2018.

## Trama

### Campagna

#### Storia
Nel 2025, una squadra delle Forze Speciali guidata da David Mason e Mike Harper raggiunge un luogo segreto chiamato "Vault", dove si trova Frank Woods, un veterano con importanti informazioni su Raul Menendez, il carismatico e pericoloso leader del movimento Cordis Die. Woods rivela di essere stato visitato recentemente da Menendez, che gli ha lasciato un ciondolo, poi consegnato a David Mason.
La storia si sviluppa attraverso numerosi flashback agli anni ’80. Nel 1986, Alex Mason, ex agente CIA ritiratosi in Alaska con il figlio David, viene richiamato all’azione da Jason Hudson per una missione in Angola. Woods e la sua squadra erano stati catturati durante un’operazione di supporto ai ribelli UNITA nella guerra civile angolana, ma la CIA ha ufficialmente negato ogni coinvolgimento. Con l’appoggio del leader ribelle Jonas Savimbi, Mason e Hudson riescono a liberare Woods, che era stato prigioniero e torturato, scoprendo che Menendez era responsabile della cattura. Durante la fuga, Menendez tradisce i ribelli, permettendo la sua fuga.
Dopo Angola, la CIA autorizza una missione in Afghanistan per fermare Menendez, sospettato di essere un trafficante d’armi di vasta scala attivo in vari conflitti mondiali. Mason e Woods combattono insieme ai mujaheddin contro l’Armata Rossa, dove si confrontano con Lev Kravchenko, un mercenario russo vendicativo; Kravchenko rivela di lavorare per Menendez e che il nemico ha infiltrati nella CIA. Dopo aver ucciso Kravchenko, i protagonisti vengono traditi dai mujaheddin, anch’essi agenti di Menendez, e lasciati legati nel deserto. Vengono infine salvati da Viktor Reznov, figura leggendaria per Mason.
Si scopre che Menendez e sua sorella Josefina, dopo aver perso la famiglia in un incendio legato a una truffa assicurativa, hanno costruito un impero di traffico di droga in Nicaragua. La CIA, temendo la sua influenza crescente, ordina l’uccisione del padre di Menendez. Durante un raid contro la sua casa, Woods uccide accidentalmente Josefina, scatenando l’odio di Menendez. Menendez riesce a fuggire con l’aiuto segreto di Manuel Noriega, allora presidente di Panama.
Nel 1989, durante l’invasione statunitense di Panama, Menendez rapisce David Mason e organizza una trappola: Woods è costretto a sparare a un prigioniero mascherato, credendo di eliminare Menendez, ma si tratta di Alex Mason. Menendez uccide Hudson, ferisce Woods e promette vendetta, lasciando vivo Woods e David.
Tre decenni dopo, Menendez è al comando di Cordis Die, un potente movimento populista con oltre un miliardo di seguaci. Lancia un attacco informatico che blocca la Borsa cinese, spingendo la Cina a vietare l’esportazione di terre rare, innescando una nuova guerra fredda tra la SDC cinese e il JSOC americano. David Mason, ora un operatore speciale noto come Section, guida la caccia a Menendez, aiutato da Woods e da altri membri del JSOC.
La missione conduce in Myanmar, dove trovano Erik, un ingegnere informatico di Menendez che li avverte di un imminente attacco con un dispositivo chiamato Celerium, capace di violare qualsiasi sistema informatico; dopo la sua morte per mano dei mercenari, la squadra recupera il dispositivo e lo consegna all’ammiraglio Briggs. Successivamente, Section e il suo team vanno alle Isole Cayman, in una città galleggiante chiamata Colossus, dove scoprono che "Karma", la cyber-arma di Menendez, è in realtà Chloe Lynch, ex dipendente di una società di copertura di Menendez. I mercenari cercano di rapirla, ma il giocatore può salvarla o permettere la sua fuga.
Menendez viene poi localizzato nello Yemen, dove il suo uomo di fiducia Farid, agente CIA sotto copertura, aiuta Section. Durante la missione, Harper viene catturato e Menendez ordina a Farid di ucciderlo. Il giocatore può scegliere come agire, influenzando l’esito. Menendez si lascia catturare appositamente per infiltrarsi nel sistema informatico militare statunitense dalla portaerei U.S.S. Obama, prendendo il controllo della flotta di droni americani. Si scopre che Salazar, membro del JSOC, è la talpa di Menendez e facilita l’attacco. Dopo un massiccio assalto a Los Angeles, Section e le forze speciali riescono a respingere i droni e a localizzare la base nemica ad Haiti. La battaglia finale si svolge ad Haiti, con Section che guida l’assalto per catturare o eliminare Menendez; il gioco presenta molte scelte morali che determinano diversi finali, inclusi alleanze geopolitiche e il destino dei personaggi principali.
Dopo i titoli di coda, un filmato ironico mostra Woods e Menendez esibirsi in concerto con gli Avenged Sevenfold, in un momento di tregua surreale tra alleati, nemici e persino zombie.

#### Ambientazione
Gli eventi narrati in Call of Duty: Black Ops II si svolgono in due differenti periodi: nel 1986 e nel 2025. Alex Mason, protagonista del titolo videoludico, si trova nel 1986 e nel 1989 a combattere Raul Menendez, nel corso di una serie di operazioni militari speciali della CIA, per evitarne l'ascesa al potere.
Nel 2025 si gioca invece nei panni di David Mason, nome in codice Section, figlio di Alex Mason e membro capo del JSOC (Joint Special Operations Command, ovvero squadra speciale antiterrorismo). Il giocatore dovrà partecipare ad una serie di operazioni volte a sconfiggere Raul Menendez, in ambientazioni futuristiche e, talvolta utilizzando equipaggiamenti tecnologici, come tute mimetiche che consentono a chi le indossa di essere totalmente invisibile ai nemici e varie attrezzature robotiche e meccanizzate per contrattaccare le forze nemiche.

#### Personaggi
La campagna è caratterizzata da due trame collegate, una ambientata tra il 1986 e l'inizio del 1990, durante gli anni finali della Guerra fredda e l'altra nel 2025, durante una seconda Guerra fredda tra Cina e Stati Uniti. Il protagonista di Black Ops, Alex Mason ritorna come protagonista nella parte relativa alla prima guerra fredda, mentre per la parte di trama ambientata nel futuro si controllerà il figlio di questo, David Mason. Gli scenari di questa parte della storia includono diverse zone dell'America Centrale e l'Afghanistan ai tempi dell'invasione sovietica. In questa sezione del gioco si vedrà anche l'ascesa dell'antagonista principale del gioco, Raul Menendez. L'amico e collega di Mason, Frank Woods sarà ancora vivo (nonostante il fatto che sia stato apparentemente ucciso in Black Ops da una catena di granate dal colonnello Lev Kravchenko, ma in realtà sono sopravvissuti tutti e due, e Woods è di nuovo con Mason dagli anni '70, e questo lo dimostra Call of Duty: Black Ops: Declassified) a raccontare la storia nella parte del gioco ambientata nel 2025. Nel 2025 il protagonista è David Mason, figlio di Alex Mason. In quest'anno, una nuova guerra fredda è scoppiata tra Cina e Stati Uniti dopo che la Cina vieta l'esportazione di elementi delle terre rare a seguito di un attacco cibernetico che paralizza la Borsa cinese. Inoltre, sono state annunciate due nuove modalità: una sorta di campagna zombie, formata da missioni, obiettivi e easter egg contro ondate di non-morti, e la Forza d'attacco, che sarà una modalità ad obiettivi simile alle Spec Ops di MW2 ed MW3. Invece per quanto riguarda il multiplayer le mappe saranno di grandezza simile a quelle di Black Ops e saranno presenti diverse novità come la scossa elettrica, granata stordente che si attacca in qualunque superficie (simile alla semtex, ma con la diversità di stordire rilasciando una scarica elettrica), lo Scanner MMS, mirino che consente di vedere i nemici dietro ad alcune specifiche superfici, nuovi mirini ed accessori per le armi, nuovi sistemi futuristici e fantascientifici.

### Zombie
La trama della modalità Zombie di Call of Duty: Black Ops II si svolge in seguito agli eventi della mappa Moon, presente nel primo Black Ops. Al termine dell’easter egg di quella mappa, vengono lanciati tre missili dalla Luna verso la Terra; la loro caduta è visibile anche nella mappa Nuketown Zombies, dove compaiono dopo la morte del giocatore.
A causa dell’impatto, la civiltà umana è collassata: la maggior parte della popolazione è stata trasformata in zombie e i pochi sopravvissuti si sono organizzati in piccoli gruppi. Uno di questi è composto dai protagonisti della mappa Tranzit, l’unica inclusa gratuitamente nel gioco. I personaggi giocabili sono Abigail "Misty" Briarton, Samuel J. Stuhlinger, Russman e Marlton Johnson. Nella mappa, i quattro attraversano un’area rurale degli Stati Uniti a bordo di un autobus, visitando diverse zone colpite dall’invasione, tra cui una città, una fattoria e un deposito di autobus. I quattro protagonisti riappaiono anche nelle mappe successive distribuite tramite contenuti scaricabili (DLC), con l’eccezione di Mob of the Dead, ambientata in una linea temporale alternativa. In ciascuna mappa è presente un easter egg narrativo che, se completato, rivela ulteriori elementi della trama.
Nella mappa Buried, il giocatore può decidere se seguire le istruzioni di Ludvig Maxis o di Edward Richtofen, personaggi già introdotti nel capitolo precedente. A seconda della scelta, si ottengono due possibili epiloghi:
- se il giocatore sceglie Maxis, questi riesce a lasciare la dimensione eterea, ottiene il controllo sugli zombie e si ricongiunge con sua figlia Samantha;
- se invece si sceglie Richtofen, quest’ultimo acquisisce il controllo degli zombie e prende possesso del corpo di Stuhlinger.

Nel finale considerato canonico, Maxis ottiene il controllo, ma Samantha, intuendo la sua corruzione causata dall’esposizione all’elemento 115, interviene nel tentativo di correggere la situazione, contattando quattro individui provenienti da una dimensione alternativa. Questi ultimi — Edward Richtofen, Tank Dempsey, Nikolai Belinski e Takeo Masaki — sono i protagonisti dell’ultima mappa, Origins, ambientata durante la Prima guerra mondiale in un sito di scavo noto come Excavation Site 64. In questa ambientazione, i personaggi combattono contro orde di non morti e collaborano con Samantha per recuperare i quattro bastoni elementali, necessari per fronteggiare la minaccia zombie e ristabilire l’equilibrio tra le dimensioni.

## Modalità di gioco

### Campagna
Call of Duty: Black Ops II è il primo gioco della serie dove è possibile scegliere e personalizzare l'equipaggiamento prima di cominciare la missione.
Sono state aggiunte le "sfide": per ogni missione, compare una lista con 10 sfide da superare nella medesima missione; il giocatore, per esempio, dovrà compiere un determinato numero di uccisioni con un'arma, oppure non morire durante la missione e altre cose. Il completamento di un determinato numero di sfide consente al giocatore di sbloccare delle armi speciali come la balestra, specialità, granate e altro.

### Zombie
La modalità zombie è stata ampliata, aggiungendo alla classica sopravvivenza altre due modalità oltre ad un elaborato e complesso sistema di ranking che tiene conto delle nostre statistiche. Non saranno presenti i personaggi classici di Black Ops, fatta eccezione per Richtofen e del dottor Maxis dei quali sentiremo le voci, sostituite a quella di Samantha. Potranno partecipare fino a 8 giocatori online e 4 in schermo condiviso (a differenza dei, rispettivamente, 4 e 2 previsti nel primo Black Ops) e si potrà accedere a 3 modalita di gioco:
- Sopravvivenza: Sopravvivenza è la classica modalità zombie dove occorre sopravvivere a quante più ondate possibili; si può svolgere su ogni mappa disponibile ovvero città, fattoria e deposito, e su Nuketown Zombie, mappa acquistabile con l'edizione ELITE o con il season pass oppure tramite il DLC in cui è presente solo Nuketown.
- Tranzit: Tranzit (ovvero la "campagna" zombie) sarà disponibile soltanto sulla mappa Green Run, dove il giocatore potrà spostarsi in cinque zone diverse tramite un autobus; sarà possibile costruire degli oggetti effettuando delle combinazioni tra vari elementi attraverso il banco di lavoro. Alcuni tra questi: la turbina, utile per ottenere bevande (quando non è acceso l'interruttore) o aprire porte che richiedono una fonte di energia; lo scudo zombie, che respinge gli zombie; la torretta automatica, utile per proteggerti dagli zombie; la trappola elettrica, utile anch'essa per difenderti dagli zombie; l'interruttore; il pack-a-punch, e infine, la jetgun: una potente arma, indispensabile anche ai fini dell'easter egg. Inoltre sull'autobus possono essere applicati 3 oggetti: 2 scale ed una parte posizionabile frontalmente all'autobus (utile per impedire agli zombie di salire sullo stesso). La scaletta può anche essere usata alla seconda fermata, aprendo la porta della speed cola, per prendere il tirapugni elettrico.
- Dolore: Dolore è una modalità 4 vs 4, in cui i giocatori non dovranno uccidere direttamente i propri avversari, ma fare in modo che siano gli zombie a farlo tramite bonus e oggetti sulla mappa, vince la squadra che rimane in vita.

## Distribuzione

### Campagna pubblicitaria
Il primo trailer ufficiale è pubblicato dal canale televisivo statunitense TNT, durante gli NBA Playoffs 2012.
Il 29 ottobre 2012, durante la campagna pubblicitaria, è uscito un live-action trailer, con la partecipazione di vari attori, tra cui figurano Robert Downey Jr., Omar Sy e Jack Black.

### Contenuti scaricabili
Un season pass del videogioco fu pubblicato da Treyarch con l'uscita del gioco stesso. Il 12 dicembre 2012, tutti i possessori del pass stagionale di Xbox 360 ricevettero l'accesso alla mappa Nuketown Zombies, e a seguire i possessori di PC il 17 gennaio e di PS3 il 19, per via di ritardi dovuti a problemi tecnici del PSN. Per PC, il 13 aprile 2013, fu distribuita come contenuto individuale.
La prima grande espansione è detta Revolution. Fu annunciata l'8 gennaio 2013, e pubblicata per Xbox 360 il 29 gennaio, mentre il 28 febbraio per PC e PS3. Il pacchetto conteneva quattro nuove mappe multigiocatore: Downhill, Hydro, Mirage e Grind e due nuove modalità Zombi: Turned e Die Rise. È stata inclusa anche la prima arma DLC: il Paciere. Turned si svolge nel segmento Diner della mappa TranZit della versione originale e permette a un massimo di quattro giocatori di combattere tra loro in due squadre - un umano contro tre zombi. La mappa Die Rise è una mappa di sopravvivenza zombi più grande che si svolge in due grattacieli semidistrutti di Shanghai, dove un massimo di quattro giocatori utilizza gli ascensori per spostarsi tra i piani.
Le microtransazioni del pacchetto di personalizzazione per il gioco sono state rese pubbliche per Xbox 360 il 12 marzo 2013 e per PC e PS3 il 12 aprile. Questi pacchetti consentono al giocatore di apportare piccole modifiche estetiche alle funzionalità multigiocatore del gioco, come l'aggiunta della bandiera del proprio Paese alla casella delle uccisioni, l'aggiunta di nuove mimetiche per le armi e la possibilità di utilizzare un maggior numero di profili per le classi personalizzate.
Il secondo grande pacchetto di contenuti scaricabili è noto come Uprising. È stato pubblicato per Xbox 360 il 16 aprile 2013, mentre per i giocatori di PC e PS3 è uscito il 16 maggio. Include la nuova mappa Mob of the Dead, dedicata agli zombi, e le nuove mappe multigiocatore Magma, Vertigo, Encore e Studio, la rivisitazione di una delle mappe preferite del precedente capitolo, Firing Range.
Il terzo pacchetto DLC principale si chiama Vengeance. È stato pubblicato per Xbox 360 il 2 luglio 2013 e per PC e PS3 il 1º agosto. Include la nuova mappa zombi Buried e le nuove mappe multigiocatore Cove, Detour, Rush e Uplink, rifacimento della popolare mappa Summit di Black Ops.
Il quarto e ultimo pacchetto DLC principale si chiama Apocalypse. È stato pubblicato per Xbox 360 il 27 agosto 2013 e per PC e PS3 il 26 settembre. Include la nuova mappa zombi Origins che vede il ritorno dei vecchi personaggi (Takeo, Nikolai, Richtofen e Dempsey), oltre alle nuove mappe multigiocatore Pod, Frost e i rifacimenti delle popolari mappe Courtyard e Stadium di Call of Duty: World at War e Black Ops, DLC First Strike.
Il 7 agosto 2014 Activision ha distribuito Nuketown 2025 per la versione Wii U. Nessuno dei pacchetti di espansione distribuiti su Xbox 360, PS3 e PC è stato pubblicato per Wii U.

## Doppiaggio
| Personaggi              | Doppiatori originali | Doppiatori italiano |
| ----------------------- | -------------------- | ------------------- |
| David Mason             | Rich McDonald        | Diego Baldoin       |
| Alex Mason              | Sam Worthington      | Paolo De Santis     |
| Raul Menendez           | Kamar de los Reyes   | Giancarlo Giannini  |
| Frank Woods             | James C. Burn        | Oliviero Corbetta   |
| Mike Harper             | Michael Rooker       | Silvio Pandolfi     |
| Jason Hudson            | Michael Keaton       | Matteo Zanotti      |
| Jonas Savimbi           | Robert Wisdom        | Mario Zucca         |
| Crosby                  | Michael Rodrick      | Luca Semeraro       |
| Ammiraglio Briggs       | Tony Todd            | Tony Fuochi         |
| Javier Salazar          | Celestine Cornielle  | Andrea Bolognini    |
| Farid                   | Omid Abtahi          | Federico Zanandrea  |
| Tian Zaho               | Byron Mann           | Ruggero Andreozzi   |
| DeFalco                 | Julian Sands         |                     |
| Manuel Noriega          | Benito Martinez      | Diego Sabre         |
| Mullah Ramahan          | Cas Anvar            | Pino Pirovano       |
| Presidente Brossworth   | Cira Lightin         |                     |
| Marc McNight            | Andrew Awkes         | Andrea Failla       |
| Chloe "Karma" Lynch     | Erin Cahill          | Giuliana Atepi      |
| Lev Kravchenko          | Andrew Divoff        |                     |
| Erik Breighner          | Robert Picardo       | Paolo Sesana        |
| Dottor Edward Richtofen | Nolan North          | Leonardo Gajo       |

### Altri doppiatori italiani
- Luca Sandri: Samuel Stuhlinger
- Cinzia Massironi: Misty
- Alessandro Conte: Segretario Petreus
- Stefano Pozzi: Marlton Johnson
- Gianni Gaude: Russman
- Riccardo Rovatti: Salvatore "Sal" DeLuca
- Gianluca Iacono: Michael "Finn" O'Leary
- Jacopo Calatroni: Black Marketeer
- Dario Dossena: Billy Handsome